# ブラボー砦の脱出
『ブラボー砦の脱出』（ぶらぼーとりでのだっしゅつ、Escape from Fort Bravo）は1953年のアメリカ合衆国の映画。
ジョン・スタージェス監督の作品で、出演はウィリアム・ホールデンなど。

## キャスト
| 役名                 | 俳優                     | 日本語吹替    | 日本語吹替    |
| 役名                 | 俳優                     | NETテレビ旧版 | NETテレビ新版 |
| -------------------- | ------------------------ | ------------- | ------------- |
| ロウパー大尉         | ウィリアム・ホールデン   | 羽佐間道夫    | 近藤洋介      |
| カーラ・フォレスター | エレノア・パーカー       | 瀬能礼子      | 小原乃梨子    |
| ジョン・マーシュ     | ジョン・フォーサイス     | 小林恭治      | 羽佐間道夫    |
| キャンベル           | ウィリアム・デマレスト   | 寺田彦右      |               |
| キャボット・ヤング   | ウィリアム・キャンベル   |               |               |
| アリス・オーエンス   | ポリー・バーゲン         |               |               |
| ビーチャー中尉       | リチャード・アンダーソン | 北原隆        | 家弓家正      |
| オーウェンズ大佐     | カール・ベントン・リード |               |               |
| ベイリー             | ジョン・ルプトン         |               |               |

- NETテレビ旧版：初回放送1968年9月8日『日曜洋画劇場』[2]
- NETテレビ新版：初回放送1972年9月16日『土曜映画劇場』

## スタッフ
- 監督：ジョン・スタージェス
- 製作：ニコラス・ネイファック
- 原作：フィリップ・ロック、マイケル・ペイト
- 脚本：フランク・フェントン
- 撮影：ロバート・サーティース
- 美術：セドリック・ギボンズ
- 音楽：ジェフ・アレクサンダー
- 編集：ジョージ・ベームラー